# Learjet 24
Learjet 24 — двухдвигательный самолёт бизнес-класса производства американской фирмы Swiss American Aviation Corporation («Learjet»).

## История
Самолёт совершил свой первый полёт 24 февраля 1966. В 1969 начался выпуск его модификации — Learjet 24В. Также разрабатывался облегчённый вариант этого самолёта — Learjet 24С, но его разработка прекратилась. Затем вышел целый ряд модификаций — Learjet 24D и Learjet 24D/A. В 1976 появились ещё 2 модели — Learjet 24E и Learjet 24F. Производство этих самолётов было прекращено в 1980 году.

## Основные эксплуатанты
США
- NASA
- Pacific Southwest Airlines

## Лётные данные
| Размах крыла, м             | 10,85  |
| Длина, м                    | 13,18  |
| Высота, м                   | 3,73   |
| Площадь крыла, м2           | 21,53  |
| Масса пустого, кг           | 3204   |
| Максимальная взлётная, кг   | 6123   |
| Тяга двигателей, кг/с       | 2×1338 |
| Максимальная скорость, км/ч | 880    |
| Крейсерская скорость, км/ч  | 793    |
| Дальность, км               | 2731   |
| Потолок, м                  | 15545  |
| Экипаж                      | 2      |
| Пассажиры                   | 8      |